# كهف أنفاس التنين
كهف أنفاس التنين هو كهف يقع على بعد 46 كيلومتر (29 ميل) شمال غرب غروتفونتين في منطقة أوتجوزوندجوبا في ناميبيا. اكتُشف عام 1986 وسمي بهذا الاسم نسبةً إلى الهواء الرطب المتصاعد من مدخله.
يحتوي الكهف على أكبر بحيرة غير جليدية تحت الأرض في العالم، وتبلغ مساحتها حوالي 2 هكتار (4.9 أكر). تقع البحيرة على بعد حوالي 100 متر (330 قدم) تحت السطح. عمقه الإجمالي غير معروف، على الرغم من أن الاستكشافات حتى الآن تشير إلى أنه لا يقل عن 100 متر. رغم التقاريرالتي تفيد بأن أنواع الأسماك النادرة، كلارياس كفرنيكولا، تعيش في البحيرة في كهف أنفاس التنين، إلا أن هذا خطأ. وهي معروفة فقط من كهف إيغاماس القريب.

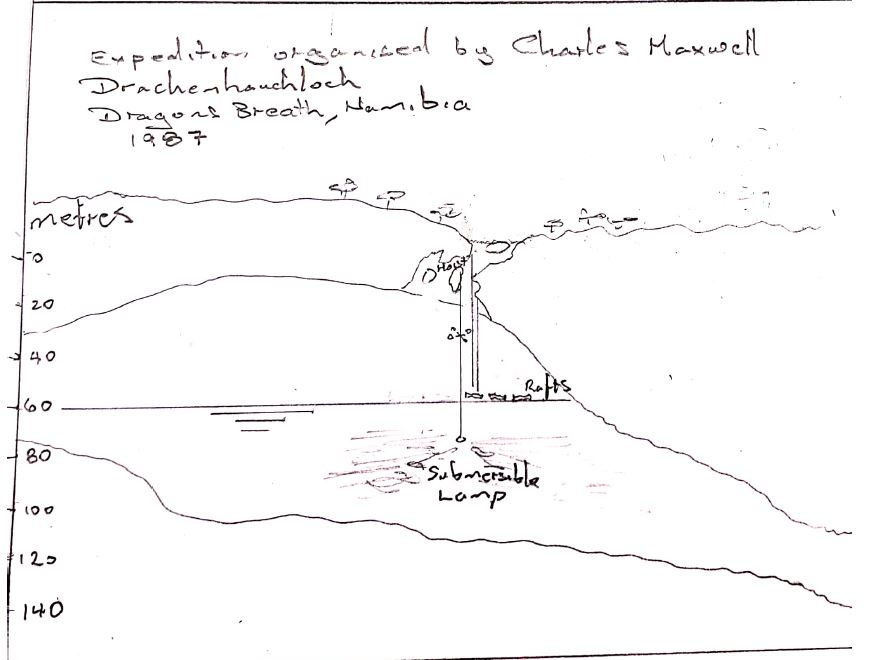
رسم تخطيطي لثقب التنفس من التنين 1986

سجل مارتن فار في كتابه «الظلام بيكونز» استكشافات الكهف من قبل فريق من الغواصين ومستكشفي الكهوف التي نظمتها تشارلز ماكسويل بعد عام من تحديد الكهف في عام 1986 من قبل الكهوف كونها كبيرة الحجم.

## روابط خارجية
- قناة ديسكفري: فيديو: كهف أنفاس التنين
- (af) Nuwe duikrekord opgestel ("New dive Record set"، Republikein ، 13 June 2012. تم الوصول إلى عنوان URL في 20 أكتوبر 2015.
- (af) Dieper die aarde se maag in[وصلة مكسورة] ("Deeper into the bugs of the earth")، Republikein ، 13 July 2012. تم الوصول إلى عنوان URL في 20 أكتوبر 2015.